# Garelli Team
Die Garelli Team war ein leichtes Mokick des italienischen Herstellers Garelli, das von 1987 bis 1991 produziert wurde. Sie entstand im Rahmen einer Modelloffensive unter neuer Unternehmensführung ab 1988, die das Sortiment von klassischen, sportlichen Kleinkrafträdern modernisieren und neu strukturieren sollte.
Die Garelli Team wurde in verschiedenen Ausführungen angeboten, darunter als Team Bimatic ES mit automatischem Zweiganggetriebe und als Team 3V mit 3-Gang-Handschaltung und Kickstarter. Gemeinsam hatten beide Modelle einen liegenden Zweitaktmotors mit 49 cm³ Hubraum mit Luftkühlung sowie eine Teilverkleidung.
Das Modell zeichnete sich durch einfache Bedienung, robuste Technik und ein modernes Design aus, konnte sich aber am Markt nur begrenzt durchsetzen – nicht zuletzt wegen des aufkommenden Erfolgs von 50-cm³-Scootern.

## Technische Daten
| Merkmal               | Angabe                                 |
| --------------------- | -------------------------------------- |
| Motortyp              | Einzylinder-Zweitaktmotor, luftgekühlt |
| Hubraum               | 49 cm³                                 |
| Bohrung × Hub         | 40 mm × 39 mm                          |
| Verdichtung           | 9 : 1                                  |
| Leistung              | 2,2 kW bei 5000/min                    |
| Zündung               | Elektronische CDI-Zündung              |
| Vergaser              | Dell’Orto SHA 14/12                    |
| Kraftstoff            | 1 : 25 (Öl-Benzin Gemisch)             |
| Getriebe              | 2-Gang-Automatik                       |
| Kupplung              | Fliehkraftkupplung                     |
| Antrieb               | Kette                                  |
| Rahmen                | Einrohrrahmen aus Stahlrohr            |
| Vorderradaufhängung   | Teleskopgabel                          |
| Hinterradaufhängung   | Schwinge mit Monofederbein             |
| Reifen vorne/hinten   | 2,50 × 16"                             |
| Bremsen               | Trommelbremse vorn und hinten          |
| Leergewicht           | 53 kg                                  |
| Höchstgeschwindigkeit | ca. 40 km/h                            |
| Verbrauch             | ca. 2,5 l/100 km                       |
| Tankinhalt            | 3,7 Liter                              |